# Kościół Imienia Najświętszej Maryi Panny w Brójcach
Kościół pw. Imienia Najświętszej Maryi Panny w Brójcach – rzymskokatolicki kościół parafialny w Brójcach, w gminie Trzciel, w powiecie międzyrzeckim, w województwie lubuskim. Mieści się przy ulicy Polnej. Należy do dekanatu Babimost.

## Architektura
Jest to świątynia wybudowana w stylu neogotyckim. Została wzniesiona w latach 1859-1860. Budowla wybudowana została na rzucie prostokąta, z węższym, niższym, zamkniętym wielobocznie prezbiterium oraz monumentalną wieżą, zakończoną strzelistym, ostrosłupowym hełmem. Jej ściany oblicowane są czerwoną cegłą. W kościele zachował się barokowy ołtarz z 1709 roku, przeniesiony tu ze spalonego w 1807 roku wcześniejszego kościoła katolickiego.